# Juan Abarca Abarca
Juan Abarca Abarca (Jaca, c. 1450 - Jaca, 1479). Miembro de la rama de los Abarca de Garcipollera, y heredero de su medio-hermano mayor Rodrigo Abarca Abarca, señor de Acín, Larrosa, Iguácel y Bergosa.

## Biografía
Juan era hijo de Rodrigo Abarca Acín, señor de Garcipollera, y de su segunda esposa María Abarca, señora de Serué y Bailín. En el testamento de 1454, su padre le dejó el Casal del linaje en Jaca y sus tierras anejas (que su abuelo Juan Abarca Sanz había comprado en 1398 a la reina María de Luna); mientras que a su otro hijo Rodrigo Abarca Abarca (que tuvo de su primer matrimonio con Catalina Abarca), le dejó los señoríos de Garcipollera. El testador instituyó herederos a sus dos hijos varones, Rodrigo y Juan, de tal modo que si uno fallecía sin hijos, el otro heredaría íntegramente su parte.
No consta que su hermano mayor Rodrigo se casara, ni que tuviera descendencia, por lo que Juan fue su sucesor natural en los señoríos de Garcipollera, según el testamento del padre de ambos, aunque nunca llegó a poseerlos al morir antes que su hermano. No obstante, es posible que Rodrigo asociara a su hermano menor en el gobierno de los mismos, pues Juan es citado por Zurita,como "señor de Garcipollera", cuando en 1470 fue requerido por el rey Juan II para hacer frente a la invasión del conde de Lerín en Navarra. 
Se casó y otorgó capitulaciones matrimoniales con Violante de Gurrea en 1474, 
pero Juan murió poco después, probablemente en 1479, pues el 19 de septiembre de dicho año se documenta un laudo arbitral por un conflicto surgido entre su madre, María Abarca, y su viuda, Violante de Gurrea, laudo que dictó el señor de Gavín Lope Abarca Gurrea. Violante otorgó testamento en 1518, citando a su difunto marido como "señor de los lugares de Acín, Larrosa y Bergosa". 

## Matrimonios e hijos
De su matrimonio con Violante de Gurrea, solo consta un hijo:
- Juan Abarca Gurrea, nacido en torno a 1476 y señor de Gavín, Larrosa, Iguácel y Bergosa desde la muerte de su tío Rodrigo Abarca Abarca en 1484, y de Serué y Bailín por herencia de su abuela María Abarca, desde 1494.